# Stockstadt am Rhein
Pour les articles homonymes, voir Stockstadt.
Stockstadt am Rhein est une municipalité allemande située dans le land de la Hesse et l'arrondissement de Groß-Gerau.